# ザ・リバー (アルバム)
『ザ・リバー』 (The River) は、ブルース・スプリングスティーンが1980年に発表した2枚組アルバムである。

## 来歴
アルバムの原点はスプリングスティーンの過去の作品に遡る。「独立の日」、「ポイント・ブランク」、「タイズ・ザット・バインド」、「恋のラムロッド・ロック」、それに「愛しのシェリー」は前作『闇に吠える街』の名残であり、「裏通り」の挿入として使われた「ドライブ・オール・ナイト」同様、1978年のツアーで演奏していた。「愛しのシェリー」と「ザ・リバー」は1979年9月の「安全なエネルギーを求めるミュージシャン連合」のコンサートで披露され、この様子は1980年7月のドキュメンタリー映画『ノー・ニュークス』に収録されている。
当初は『タイズ・ザット・バインド』のタイトルで1979年に1枚組アルバムとして発売される予定であった。しかしスプリングスティーンはこれを「軽すぎる」と判断し、「ザ・リバー」を書いた後に暗い曲を追加した。確かに、『ザ・リバー』は軽薄な曲と厳粛な曲との混合で有名になった。これは意図的ものであり、暗闇との対比を示したものである。スプリングスティーンのはインタビューで以下のように語った。「ロックンロールはいつも楽しく、確かにハッピーだ。人生においては最も素晴らしいものだな。だけど、ロックには厳しさ、無情さ、そして孤独もあるんだ… 俺は人生にはこんな矛盾があるという理解にたどり着いた。君らも同じことだぜ」
「ハングリー・ハート」はスプリングスティーン初の全米トップ10に入った曲で、最高順位は5位。当初はスプリングスティーン自身ではなくラモーンズのために作った曲だったが、マネージャー兼プロデューサーのジョン・ランドーが自分で使うよう説得したものである。アルバムは全米アルバムチャートで初の1位となり、発売からクリスマスの期間でアメリカ国内160万枚の売り上げを記録した。後続のシングル「消え行く男」は最高20位とつまずき、この曲をシングルにしたことを疑問視されている。
アルバム発売後の1980年から1981年に北米、西欧での長期ツアーが行われた。「キャディラック・ランチ」、「恋のラムロッド・ロック」、「表通りにとびだして」、「二つの鼓動」といったアップテンポのロックナンバーは、その後数十年にわたりコンサートの中核をなすことになる。
LP時のサイド3、サイド4それぞれの最終トラック「盗んだ車」と「雨のハイウェイ」での異質に静かで不安なアレンジは、将来のスプリングスティーンの音楽傾向の兆しとなっている。
その後の売り上げでRIAAによりクインタプル・プラチナ（500万枚）を認定され、スプリングスティーンの最も売れたアルバムの1つとなった。
『ローリング・ストーン誌が選ぶオールタイム・ベストアルバム500』に於いて、253位にランクイン。また同誌読者投票で『史上最高の二枚組アルバム』(2014年)の4位に選ばれている。
「ドライブ・オール・ナイト」と「盗んだ車」は、1997年の映画『コップランド』で作風を傾向づける重要な役割を演じた。
「ドライブ・オール・ナイト」と「表通りにとびだして」は、2007年の映画『再会の街で』で使用され、アルバムについても作中で何度か言及されている。
2009年11月8日に、マディソン・スクエア・ガーデンにてアルバムの全曲演奏ライブを行った。

## 収録曲
Side 1
1. タイズ・ザット・バインド (The Ties That Bind) - 3分34秒
2. 愛しのシェリー (Sherry Darling) - 4分3秒
3. ジャクソン刑務所 (Jackson Cage) - 3分4秒
4. 二つの鼓動 (Two Hearts) - 2分45秒
5. 独立の日 (Independence Day) - 4分50秒

Side 2
1. ハングリー・ハート (Hungry Heart) - 3分19秒
2. 表通りにとびだして (Out in the Street) - 4分17秒
3. クラッシュ・オン・ユー (Crush on You) - 3分10秒
4. ユー・キャン・ルック (You Can Look (But You Better Not Touch)) - 2分37秒
5. アイ・ウォナ・マリー・ユー (I Wanna Marry You) - 3分30秒
6. ザ・リバー (The River) - 5分1秒

Side 3
1. ポイント・ブランク (Point Blank) - 6分6秒
2. キャディラック・ランチ (Cadillac Ranch) - 3分3秒。同名のモニュメント（英語版）が存在する。
3. アイム・ア・ロッカー (I'm a Rocker) - 3分36秒
4. 消え行く男 (Fade Away) - 4分46秒
5. 盗んだ車 (Stolen Car) - 3分54秒

Side 4
1. 恋のラムロッド・ロック (Ramrod) - 4分5秒
2. ザ・プライス・ユー・ペイ (The Price You Pay) - 5分29秒
3. ドライブ・オール・ナイト (Drive All Night) - 8分33秒
4. 雨のハイウェイ (Wreck on the Highway) - 3分54秒

## メンバー

### Eストリートバンド
- ロイ・ビタン - ピアノ、オルガン（「アイム・ア・ロッカー」、「ドライブ・オール・ナイト」）、バックボーカル
- クラレンス・クレモンズ - サクソフォーン、パーカッション、バックボーカル
- ダニー・フェデリシ - オルガン、グロッケンシュピール
- ブルース・スプリングスティーン - ボーカル、エレクトリック・ギター、ハーモニカ、ピアノ（ドライブ・オール・ナイト）
- ガリー・タレント - エレクトリック・ベース
- スティーヴ・ヴァン・ザント - アコースティック・ギター、エレクトリック・ギター、リードギター（クラッシュ・オン・ユー）、コーラス、バックボーカル
- マックス・ワインバーグ - ドラムス

### 追加ミュージシャン
- ハワード・ケイラン、マーク・ヴォルマン - バック・ボーカル（「ハングリー・ハート」）

### 制作
- ブルース・スプリングスティーン、ジョン・ランドー、スティーヴ・ヴァン・ザント - プロデューサー
- ニール・ドーフスマン - エンジニア
- ボブ・クリアマウンテン - ミキサー
- チャック・プロトキン - ミキサー
- トビー・スコット - ミキサー
- フランク・ステファンコ - カヴァー・アート